# Leptotrichus subterraneus
Leptotrichus subterraneus är en kräftdjursart som beskrevs av Karl Wilhelm Verhoeff1933. Leptotrichus subterraneus ingår i släktet Leptotrichus och familjen Porcellionidae. Inga underarter finns listade i Catalogue of Life.